# 長嶋里沙
長嶋 里沙（ながしま りさ、1992年4月17日 - ）は、日本のモデル、画家、アーティスト。2016年、ミス・スプラナショナルに出場、世界Top25に残る。
現在は画家、アーティストとしても国内外で活動している。

## 経歴
1992年4月17日、群馬県に生まれる。
小学校3年のとき甘楽町立福島小学校に転入。
2005年4月1日、甘楽町立第一中学校（現・甘楽町立甘楽中学校）入学。ハンドボールを始める。1年生のとき第1回春の全国中学生ハンドボール選手権大会大会(2006年3月26-27日、富山県氷見市)、JOCジュニアオリンピックカップに出場。2年生と3年生のときには夏の関東大会に出場している。3年生のとき群馬選抜に選ばれ、JOCジュニアオリンピックカップでBest8に残る。群馬選抜のチームメイトに「おりひめJAPAN」の髙宮咲がいる。
中学校の内申は「オール5」だった。2008年4月1日、地元では進学校として知られる高崎女子高等学校入学。
2011年3月31日、高等学校卒業。
2012年4月1日、法政大学スポーツ健康学部スポーツビジネスコース入学。在学中の2015年3月、ミス・ユニバース・ジャパン2014に応募。12月、全国大会でTop15に残る。モデルのキャリアを志すきっかけである。幼い頃、母親から「身長が高いから宝塚かミス・ユニバースに挑戦して欲しい」と言われていたのをふと思い出して、親孝行したいなという気持ちでエントリーした。
2016年5月6日、大宮市で開催された第一回Miss Supranational Japanで優勝。日本を代表して12月の世界大会に出場する権利を得る。健康的で美しいボディに対してMiss Fitnessの称号も与えられた。同大会に協賛する株式会社 ルキナ アンド コー（東京都中央区）は、補整下着「リセ グラマラス」を副賞として提供した。
2014年3月、ミス・ユニバースジャパン日本大会出場。
2016年10月、パリコレ出演。
2016年12月、ミス・スプラナショナル世界大会でTop25に残る。

### その後
2018年、ミス・スプラナショナル神奈川大会の主宰＆総合プロデューサーを務める。
2019年、ミス・スプラナショナル東京・神奈川大会の主宰＆プロデューサーを務める。
2019ミス・スプラナショナル日本代表を輩出。
2019年1月30日、甘楽中学校の立志式で「好きなことは、死んでも離すな」と題した講演を行う。
2020年、ミス・スプラナショナル・ジャパン関東統括。その他、愛知、石川、徳島、熊本、岐阜の大会でもディレクターを務めたことがある。この年、(株)FAIR NEXT INNOVATIONの開発したオーディション用Web投票システム「Ranking Master」を2020 Miss Supranational Japanに採用した。
2021年、モデルキャスティングやミス、ミセスコンテスト日本代表やモデル向けのウォーキングコーチとして活動。
2022年、拠点を沖縄へ移し、本格的に画家・アーティスト活動をはじめる。
2023年10月、HOTEL & RESIDENCE ROPPONGI にてArt Exhibition 「静寂と躍動の交差点」にて作品を展示。
2023年11月、ミス・スプラナショナル日本大会同期であるオーガナイザー、樋口千紗が運営するLady Universe Japanの日本大会運営ディレクターに就任。横浜ランドマークホールにて日本大会を開催。
2024年3月、石垣島ホテルククル 蔵元SAKE&GALLERY特別アート展示「MOMENT and FRAGMENT - 瞬間と断片」へアーティスト参加。
2024年7月、石垣島ホテルククル 蔵元SAKE&GALLERYにて、個展「美録、琉球の宴-MIROKU Ryukyu」開催。自身初となるライブペインティングパフォーマンスをする。

## 人物
本名同じ。
趣味は水墨画とペン画、バイクのツーリング。好きな食べ物はご飯と焼き肉。